# Shibataea lancifolia
Shibataea lancifolia är en gräsart som beskrevs av Cheng Hua Hu. Shibataea lancifolia ingår i släktet Shibataea och familjen gräs. Inga underarter finns listade i Catalogue of Life.